# Porrat de Sant Macià
El Porrat de Sant Macià o Porrat de l'Interior, que es realitza a Ròtova, compta amb més de cent anys d'antiguitat i és considerat un dels més importants i concorreguts dins de la Ruta dels Porrats de la Safor, que es celebren de gener a setembre i que engloba una desena de petites fires tradicionals de la comarca.

## El Porrat de l'Interior
El Porrat de l'Interior és una tradició festiva que es celebra el darrer cap de setmana de febrer, prop del dia de la festivitat de Sant Macià, amb un mercat a l'aire lliure amb productes tradicionals, dolços i fruits secs amb una completa programació d'activitats culturals i anant incorporant aspectes socioculturals, gastronòmics, lúdics i festius amb activitats d'artesania, concerts com els de la rondalla Agredolç o els de la Rotovense Musical , teatre, contacontes i tallers didàctics, a més d'atraccions de fira i, que converteix Ròtova en un punt de trobada de les comarques de la Safor i la Vall d'Albaida al que acostumen a acudir unes 30.000 persones.
En 1998, els porrats de Sant Macià i Sant Blai de Potries van unificar els seus esforços mitjançant la creació d'una ruta que facilitara la promoció turística y cultural. a la que es van afegir altres poblacions que també celebren els seus porrats. Actualment la Ruta dels Porrats està formada per un total de set municipis: Oliva, Benirredrà, la Font d’en Carròs, Potries, Ròtova, Tavernes de la Valldigna i l'Alqueria de la Comtessa.
El 2009 La Generalitat Valenciana va declarar al Porrat de Sant Macià de Ròtova com a Festa d'interés Turístic Local de la Comunitat Valenciana

## Origen del Porrat de Sant Macià
L'origen de la celebració és incert però la versió tradicional es remunta al segle xviii, quan els frares del Convent de Sant Jeroni celebraven per Sant Macià un mercat per a l'intercanvi de cavalleries i ramats, el qual es parava a l'entrada del convent i esdevindria amb el temps una concorreguda fira o porrat on assistia la gent de la contornada. L'exclaustració dels frares l'any 1835 provocà que finalment la fira es traslladarà als carrers del poble de Ròtova.
Una altra versió diu que arran del viatge del rei Felip II per terres valencianes, el sisè dia, el 22 de febrer del 1586, féu nit al monestir de Cotalba, La jornada del 23, el rei i el seu seguici la passaren entre els frares i la pluja caiguda aquella nit féu que l'endemà, dia de Sant Macià, el rei no pugues viatjar i els veïns de Ròtova i de la contornada acudiren a visitar-lo i fer-li presents organitzant una mena de fireta a les portes del monestir el dilluns 24 de febrer de 1586, festa de Sant Macià Apòstol.
El que esta contrastat és l'existència de ressenyes del Porrat de Sant Macià des d’almenys el segle XVII.